# John Myung
John Myung (teljes nevén John Ro Myung) (Chicago, Illinois, 1967. január 24. –) basszusgitáros, dalszerző, a progresszív metal együttes Dream Theater alapító tagja.

## Zenei pályája
A Chicagóban született, koreai származású Myung a Long Island-i Kings Parkban nőtt fel. Ötévesen kezdett hegedülni és egészen 15 éves koráig a hegedű volt a hangszere, amíg fel nem kérték, hogy csatlakozzon egy iskolai együtteshez basszusgitárosként. Érettségi után iskolai barátjával, John Petruccival, jelentkeztek a Berklee College of Musicba, ahol megismerkedtek Mike Portnoyjal. Hárman alapították meg a Majesty nevű zenekart 1985-ben, amely később felvette a Dream Theater nevet.
Habár zeneileg fő tevékenysége a Dream Theater, karrierje során több projektben is részt vett. Első Dream Theateren kívüli zenei kalandja a prog rock Platypus volt Rod Morgenstein (Dixie Dregs) dobossal, Ty Tabor (King's X) gitárossal és Derek Sherinian (ex-Dream Theater) billentyűssel. A Platypus folytatásaként értelmezhető The Jelly Jam ugyanezzel a felállással működött, kivéve Sheriniant. Ezen zenekarai mellett számtalan felvételen játszott vendégként.
A visszahúzódó természetű Myung fő hatásai között Chris Squire, Steve Harris, Geddy Lee és Cliff Burton említhető, és az ő csapataik, a Yes, az Iron Maiden, a Rush és a Metallica.

## Diszkográfia

### Dream Theater
- When Dream and Day Unite (1989)
- Images and Words (1992)
- Awake (1994)
- Falling into Infinity (1997)
- Metropolis Pt. 2: Scenes from a Memory (1999)
- Six Degrees of Inner Turbulence (2002)
- Train of Thought (2003)
- Octavarium (2005)
- Systematic Chaos (2007)
- Black Clouds & Silver Linings (2009)
- A Dramatic Turn of Events (2011)
- Dream Theater (2013)
- The Astonishing (2016)
- Distance Over Time (2019)
- A View from the Top of the World (2021)

### Explorers Club
- Age of Impact (1998)
- Raising the Mammoth (2002)

### Platypus
- When Pus Comes to Shove (1999)
- Ice Cycles (2000)

### The Jelly Jam
- The Jelly Jam (2002)
- The Jelly Jam 2 (2004)
- Shall We Descend (2011)
- Prophet Profit (2016)